# Хартман II фон Лобдебург
Хартман II фон Лобдебург-Алерхайм (на немски: Hartmann von Lobdeburg-Alerheim; † 11 ноември 1186) е граф на Лобдебург при Йена-Лобеда в Тюрингия, граф на Алерхайм в Бавария и свободен господар на Аухаузен (1166) в Бавария.

## Произход и управление
Той е син на граф Хартман I фон Алерхайм († сл. 1133). Брат е на Рабодо фон Лобдебург († сл. 1176), епископ на Шпайер (1173 – 1176), и на граф Ото фон Лобдебург-Алерхайм († сл. 1194). Сестра му София фон Ахаузен се омъжва за Бертхолд фон Вилдберг († сл. 1187).
Старата резиденция Аухаузен е подарена от баща му Хартман между 1129 и 1133 г. на основания от него манастир Анхаузен на река Вьорниц.
Хартман II е често с брат си Ото в свитата на епископите на Наумбург и на император Фридрих Барбароса.

## Фамилия
Хартман II фон Лобдебург-Алерхайм се жени за бургграфиня фон Магдебург, дъщеря на Бурхард I фон Кверфурт бургграф на Магдебург († ок. 1161/1162). Те имат децата:
- Хартман III фон Лобдебург († сл. 1203), баща на Херман I фон Лобдебург, епископ на Вюрцбург (1225 – 1254)
- Бертхолд фон Лобдебург († сл. 1186)
- Бурхард фон Лобдебург († сл. 1186)
- Конрад фон Лобдебург († 1218), граф на Лобдебург, женен за бургграфиня Мехтилд фон Майсен († 1244)
- Ото I фон Лобдебург († 4/5 декември 1223), епископ на Вюрцбург (1207 – 1223)

## Галерия
- Замък Лобдебург при Йена-Лобеда
- Замък/дворец Алерхайм
- Манастир Аухаузен преди разрушаването му през 1818